# 九坎 (星官)
九坎是中国古代星官之一，属于二十八宿中的牛宿，位置在现代星座的望远镜座。《丹元子步天歌》中有描述“牛下九黑是天田，田下三三九坎连”，在此描述中，九坎的对应位置同时存在另一星官離瑜。九坎确定恒星对应。